# Karamanlı Mehmed Pascià
Karamanlı Mehmed Pascià (Karaman, ... – Istanbul, 4 maggio 1481) è stato un politico ottomano. Fu gran Visir dal 1477 al 1481.

## Primi anni
Karamani è nato a Karaman ed era un discendente di Rumi. Si recò a Costantinopoli (l'attuale Istanbul) per studiare nella Madrasa fondata da Mahmud Pascià Angelović, dove in seguito vi lavorò come insegnante. Essendo un uomo di lettere, in varie occasioni ha agito come consulente del sultano. Fu nominato calligrafo di corte (nisanci, in turco: nişancı) e contribuì al kanunname di Maometto II, una serie di leggi che regolarizzavano l'Impero Ottomano. Aiutò anche il sultano a scrivere delle lettere di alto valore letterario al sultano Uzun Hasan di Aq Qoyunlu.

## Gran visierato
Dopo aver conquistato Costantinopoli e aver fatto uccidere il gran visir Çandarlı Halil Pascià, Maometto II preferì nominare un gran visir proveniente dal devsirme invece che di etnia turca per evitare possibili crisi causate da grand visir troppo potenti. Dopo aver giustiziato il suo ultimo gran visir turco, i suoi successivi quattro gran visir erano provenienti dal devsirme. La nomina di Karamani Mehmet a Gran Visir nel 1476 segna quindi una notevole eccezione, poiché era un turco del territorio Karamanid in Anatolia, recentemente conquistato. Nel suo breve periodo in carica, Karamani Mehmet cercò di riformare l'amministrazione ottomana.

## Morte di Maometto II e Karamani Mehmet
Nel 1481, Maometto II morì. Nell'impero ottomano, era dovere dei Gran Visir ritardare l'annuncio della morte di un sultano prima che il pretendente al trono arrivasse nella capitale, al fine di evitare il caos. Tuttavia, in questo caso, i figli del sultano erano lontani; Bayezid (in seguito Bayezid II) era ad Amasya e Cem Sultan era a Karaman, la città natale di Karamani Mehmet. Karamani Mehmet inviò messaggeri a entrambi i principi, ma poiché Karaman era più vicino alla capitale, Cem aveva maggiori possibilità di raggiungerla prima del fratello maggiore. Tuttavia, i giannizzeri che sostenevano Bayezid apprendendo della morte del sultano e sospettando che Karamani Mehmet stesse sostenendo Cem, si ribellarono e uccisero Karamani Mehmet pochi giorni dopo la morte di Maometto II.